# Lardjem
Lardjem är en ort i Algeriet.   Den ligger i provinsen Tissemsilt, i den norra delen av landet, 170 km sydväst om huvudstaden Alger. Lardjem ligger 552 meter över havet och antalet invånare är 30 000.
Terrängen runt Lardjem är huvudsakligen lite kuperad. Lardjem ligger nere i en dal. Runt Lardjem är det ganska tätbefolkat, med 90 invånare per kvadratkilometer. Det finns inga andra samhällen i närheten. Omgivningarna runt Lardjem är i huvudsak ett öppet busklandskap.